# جاك غيست
جاك غيست هو مجدف كندي، ولد في 28 مارس 1906 في مونتريال في كندا، وتوفي في 12 يونيو 1972 في تورونتو في كندا.

## وصلات خارجية
- جاك غيست على موقع الاتحاد الدولي للتجديف (الإنجليزية)
- جاك غيست على موقع اللجنة الأولمبية الدولية (الإنجليزية)
- جاك غيست على موقع أوليمبيديا (الإنجليزية)
- جاك غيست على موقع اللجنة الأولمبية الكندية (الإنجليزية)